# Чёрный Кофе (группа)
«Чёрный Кофе» — советская и российская рок-группа.

## История

### Предыстория
В 1979 году Дмитрий Варшавский поступает в Государственное музыкальное училище имени Гнесиных. В том же году он сочиняет песню «Страна» на стихи Андрея Вознесенского. С момента написания этой песни официально отсчитывается история группы. Первая профессиональная запись «Чёрного Кофе» — композиция «Полёт птицы», музыку для которой Варшавский написал на слова первого басиста ЧК Павла Рыженкова, — была записана в студии грамзаписи ВФГ «Мелодия» звукорежиссёром Юрием Богдановым в 1981 году. В 1982 году во время учёбы в Гнесинке Варшавский знакомится с бас-гитаристом Фёдором Васильевым, учащимся на курс младше. Третьим участником становится барабанщик Андрей Шатуновский.

### Ранние годы
В пасхальную ночь 1984 года в московском клубе «Искра» трио даёт первый сольный концерт. Варшавский оканчивает музыкальное училище им. Гнесиных по классу электрогитары и получает диплом профессионального музыканта, дающий возможность вести официальную концертную деятельность. Осень 1984 года — первые гастроли (по Казахстану). В 1985 году «Чёрный Кофе» начинает работать от Актюбинской филармонии, но уже без Шатуновского. На его место Варшавский приглашает барабанщика Максима Удалова, а для большей зрелищности и более яркой подачи материала — второго гитариста Сергея Маврина. Второе турне группы по Казахстану длится более полугода, сыграно более 360 концертов. 

### Пик популярности (1986—1992)
В 1986 году Варшавский снова привлекает в группу прежнего ударника Шатуновского и хочет пригласить Васильева, но его не было в то время в Москве. Так в группе появился басист Игорь Куприянов. Игорь был достаточно известен на московской рок-сцене. До своего присоединения к «Чёрному кофе» он успел поиграть во многих других коллективах. Группа устраивается на работу в Марийскую филармонию. У Шатуновского возникают проблемы с оформлением на работу. Менеджер филармонии Ованес Мелик-Пашаев предлагает ввести в программу «Чёрного кофе» профессиональных музыкантов-аккомпаниаторов — Сергея Чернякова и Сергея Кудишина, уже работающих при этой филармонии. Новые музыканты за неделю разучивают программу, и «Чёрный кофе» получает гастрольное удостоверение. Этот документ давал право на официальную гастрольную деятельность в СССР.
Группа отправляется в гастрольный тур по стране, концерты проходят с аншлагом. В то же время идёт запись фонограмм для нового альбома на студии грамзаписи «Мелодия». В 1987 году составе Варшавский/Куприянов/Кудишин/Черняков был записан сначала миньон «Чёрный кофе», состоящий из четырёх треков, а позже альбом «Переступи порог», вышедший на «Мелодии» в 1987 году, который разошёлся тиражом в 1 971 960 копий и стал культовым для металлистов того времени. 13 декабря группа выступает на фестивале «Рок-панорама '87» на Малой спортивной арене в «Лужниках». Практически весь 1987 год группа провела в беспрерывных поездках, чем только ещё больше подняла свою популярность. Незадолго до этого «Чёрный кофе» покинул Кудишин, попытавшийся вывести вперед свой проект «Рокер», впоследствии переименованный в «Каре». Место Кудишина в группе занимает гитарист Игорь Андреев. Испанская фирма Zafiro по лицензии «Мелодии» выпускает диск «Рок в СССР», в который входят песни групп «Автограф», «Круиз», «Чёрный кофе» и «Август». 3 мая 1988 года «Чёрный кофе» наряду со звёздами мировой рок-музыки участвует в фестивале San Isidro 1988, проходившем 6-15 мая в Мадриде, и в его составе уже был вернувшийся Кудишин. 29 мая 1988 года «Чёрный кофе», наряду с группами Игоря Гранова, «Машина времени», «Секрет», «Наутилус Помпилиус» и «ДДТ», выступает в «Лужниках» в рамках благотворительного концерта советских рок-музыкантов; в ходе которого был смонтирован видеоролик на песню «Владимирская Русь». На эту же композицию, написанную на стихи Александра Шаганова, был снят и первый видеоклип группы . Съёмки проходили в бывшей царской резиденции Коломенское. При монтаже клипа практически не использовались кадры с участием Сергея Кудишина, его силуэт фигурирует лишь в одном из эпизодов. Летом 1988 года группа отправляется в продолжительный тур по Украине и Молдавии. Во время тура, в августе 1988 года, в Киеве, к группе присоединились клавишник Борис Долгих и ударник Андрей Перцев, которого пригласили из группы «ЭВМ» (игравшей на разогреве в этой же программе), вместо ушедшего прямо во время гастролей Чернякова. Вскоре группу по состоянию здоровья окончательно покинул и Сергей Кудишин.
В июне 1988 года группа ушла от Ованеса Мелик-Пашаева. После ухода для «Чёрного кофе» наступили тяжёлые времена — группа долго не могла записать новый альбом. Ещё в начале 1988 года Варшавский попробовал записать новый альбом в старом составе, но запись не удалась, из-за натянутых отношений между музыкантами, и проект был «заморожен». В новом составе «Чёрный кофе» стал дорабатывать альбом «Вольному — воля». Работа над ним была закончена в декабре 1988 года, в течение одной недели, на студии Виталия Богданова «Орион». Все гитарные партии были сыграны Дмитрием Варшавским, без участия Игоря Андреева. К концу 1988 года Андреев покинул группу и ему на смену пришёл гитарист Олег Аваков. Далее следует ряд гастролей и концертов в поддержку нового альбома, «Чёрный кофе» участвует в первом фестивале серии «Монстры рока СССР», который проходит 31 августа — 3 сентября 1989 года на стадионе «Металлург» в Череповце, именно там было принято решение о переходе ударника Перцева в новый экспортный проект фирмы «Биз Энтерпрайз» — группу «Ред Скай».
Официальная презентация альбома состоялась 17 и 18 января 1990 года на столичном стадионе «Крылья Советов», в том же году вышел и сам альбом. В это же время в группе произошел конфликт между Варшавским и басистом Игорем Куприяновым, игравшим в «Чёрном кофе» с 1986 года. При финальной редакции альбома перед изданием, Варшавский изъял из альбома специально записанную для данного релиза композицию Игоря Купрянова «Старый парк», что стало поводом для скандала и разрыва и так натянутых отношений между музыкантами. В январе 1990 года группу покинул Борис Долгих, а в конце августа 1990 года Куприянов и остальные участники группы — гитарист Олег Аваков, ударник Виктор Калашников, клавишник Игорь Сабетов — покинули «Чёрный кофе» и перешли в проект Куприянова под названием «Кофеин», а Варшавский сохранил за собой прежнее название — «Чёрный кофе».
Варшавский собирает новый состав. В группу в качестве сессионного гитариста приходит Дмитрий Горбатиков, возвращается басист Фёдор Васильев. Также на недолгое время для записи привлекается барабанщик Андрей Шатуновский. Вместе с ними Варшавский записывает песни «What’s the Answer?» и «Golden Lady». Звукорежиссёром на записи выступает Валерий Гаина. В Нью-Йорке снимается видеоклип «Golden Lady», после чего «Чёрный кофе» отправляется в турне по городам Швеции. На концертах за ударными снова можно увидеть вернувшегося Андрея Перцева. 24 октября 1990 года группа даёт концерт в престижном нью-йоркском рок-клубе Marquee. В марте 1991 года готов новый англоязычный альбом «Golden Lady». К 1991 году группу покидает Горбатиков и место гитариста занимает Константин Веретенников. Летом проходят съёмки ещё одного видеоклипа — «Shaking Baby», и осенью — турне «Чёрного кофе» по городам Дании. В начале 1992 года из фонограмм, записанных в 1987—1992 годах, составлен альбом «Леди Осень», но на компакт-дисках он будет издан только в 1996 году.

### Варшавский вСША(1992—1998)
В 1992 году Варшавский поехал в США. 31 декабря 1994 года в новогоднюю ночь Black Coffee даёт свой первый концерт в США, в Беверли-Хиллз. Благодаря усилиям менеджера Рафаэла Дели начинается турне, которое, пройдя с востока из Нью-Джерси на запад США, завершается серией концертов в рок-клубах Лос-Анджелеса в марте — апреле 1995 года. В 1996 году, в Лос-Анджелесе, на студии USMP записывается альбом «Пьяная Луна», в записи которого помимо Варшавского принимают участие Валерий Гаина (гитара; экс: «Круиз», «Gain A»), Борис Долгих (клавишные), Александр Бах (барабаны), Александр Кривцов (бас-гитара; экс: «Земляне», «Союз», «Ред Скай»), Майкл МакЛинден (бас-гитара), Джонни Блейз (гитара). Сопродюсером выступает Матвей Аничкин. В 1997—1998 годах Варшавский создаёт в Лос-Анджелесе студию Black Coffee, где, кроме американских рок-групп, работают и российские звёзды: Сергей Сарычев, Матвей Аничкин, Александр Маршал.

### Возвращение в Россию (1999—наши дни)
В 1999 году Варшавский возвращается в Россию. 6 марта в КЦ «Меридиан» проходит концерт «Чёрного Кофе» «Снова в Москве». В 2000 году «Чёрный Кофе» номинируется на церемонии вручения наград за «Высшие достижения в области рок-музыки» и получает первую премию в номинации «Возвращение года». Компания «Мистерия звука» издает на компакт-диске записи 1984−1986 годов. Диск получает название «Светлый металл». Концерт-презентация проходит 13 июля в московском Рок-клубе. В 2001 году компания «Мистерия звука» выпускает на компакт-диске альбом «Golden Lady». В альбом включён видеоклип «Shaking Baby». Осенью в московском концерте представлен живой аудиоальбом «Они бесы́». В 2002 году Компания Moroz Records заключает контракт на выпуск нового альбома рок-группы. В студии идёт запись новых песен и завершается работа над фонограммами, записанными в 1996 году в Лос-Анджелесе. Летом новый альбом «Белый ветер» поступает в продажу. Компания CD Land выпускает на CD альбом «Приди и всё возьми», собранный Дмитрием Варшавским из материала, записанного в 1984 году. В 2003 году впервые на компакт-дисках Moroz Records выпускает все альбомы «Чёрного Кофе». В 2004 году в студиях «Ленкома» записан альбом «Они бесы́». На диске представлены 10 новых песен и видео «Церквушки». 8 октября Дмитрий Варшавский в СДК МАИ представляет новый диск Чёрного Кофе. По результатам продаж альбом попадает в первую пятёрку. В октябре 2005 года в студиях «Ленкома» Дмитрий Варшавский начинает запись нового альбома. В декабре студийная работа завершена, альбом назван «Александрия». Весной 2006 года в программе Дмитрия Добрынина на «Радио России» состоялась премьера песен из альбома «Александрия», который вышел в феврале 2007 года. В 2009—2010 гг. был записан мини-альбом «Путёвка в ад», в него вошли песни «Полукровка», «Пьяный доктор» и перезаписанная песня 1979 года «Страна». Альбом выложили в сеть, а компакт-диск был издан ограниченным тиражом по предварительным заказам в 2014 году. Концертные туры «Чёрного Кофе» проходят по городам России, Украины и Израиля. Группа записывает в студиях песни, которые составят новый студийный альбом. Записи сразу выкладываются в интернет. В 2015 году «Чёрный Кофе» дал аншлаговые концерты в Москве (Б1, Yotaspace) и Санкт-Петербурге («ГлавКлуб», «Аврора»). На осенних концертах состоялась презентация альбома «Осенний порыв», концертное турне продолжилось по городам России. На песню «Волкодав» с альбома «Осенний порыв» снят видеоклип. В честь 40-летнего юбилея группа выпустила альбом-компиляцию «Нам 40 лет!», в который вошли 10 старых песен, записанные в новых аранжировках. Релиз издала компания «Moroz Records». На данный момент он доступен в цифровом виде и на виниле, однако лейбл обещает издать также и компакт-диски. Презентация пластинки, предваряемая 16 октября автограф-сессией в магазине «Dr HEAD», состоялась 21 октября 2019 года в «Crocus City Hall».

## Состав
Уже с 1984 года Дмитрий Варшавский начал приглашать сессионных музыкантов для записи альбомов, проведения концертов и турне, к концу 1980-х эта практика стала постоянной, и «Чёрный Кофе» окончательно превратился в сольный проект Варшавского. Всего с «Чёрным Кофе» в разное время сотрудничало не менее сорока исполнителей из различных групп.

### Текущий состав
- Дмитрий Варшавский — вокал, гитара, автор песен (с 1979, бессменный участник)

Участники лайв-бенда
- Илья Петров — бас-гитара (с 2022)
- Александр Дронов — клавишные (с 2022)
- Андрей Приставка — ударные (2009—2019, с 2022)

### Бывшие участники
- Фёдор Васильев — бас-гитара (1981—1985, 1990—1993 и 1998—2002)
- Игорь Куприянов — бас-гитара, вокал и бэк-вокал, соавтор и автор песен (1986—1990)
- Николай Кузьменко — бас-гитара (2000—2002, 2008—2013 и 2016)
- Иван Михайлов — бас-гитара (2006—2009)
- Денис Овчинников — бас-гитара (2016—2017 и 2019—2022)
- Евгения Варшавская — бас-гитара (2015—2019)
- Сергей Кудишин — гитара (1986—1988, 1990 в треке 9)
- Игорь Андреев — гитара (1987—1988)
- Андрей Шатуновский — ударные (1984—1987[8][9], 1990[10] и 2019—2020)
- Сергей Черняков — ударные (1986—1988)
- Анатолий Абрамов — ударные (1999—2000 и 2002—2007)

### Концертные составы

#### Концертные составы советского периода (1984—1991)
| 1985-1986 - Сергей Маврин — гитара - Игорь Козлов — бас-гитара - Максим Удалов — ударные 1986 - Андрей Гирнык — бас-гитара - Александр Бондаренко — ударные 1986 - Сергей Чесноков — гитара - Алексей Никаноров — ударные 1986 - Стас Бартенёв — гитара - Андрей Родин — ударные | - Борис Долгих — клавишные (1988—1989) - Олег Аваков — соло-гитара (1989) 1990 - Олег Аваков — соло-гитара - Виктор Калашников — ударные - Игорь Сабетов — клавишные 1990 - Дмитрий Горбатиков — соло-гитара 1991 - Константин Веретенников — соло-гитара |

#### Концертные составы 1999—2022
| - Константин Веретенников — гитара (1999—2000) - Сергей Ефимов — ударные (2000) - Владимир Тупиков — соло-гитара (2000—2001) - Сергей Доровской ритм-гитара, бэк-вокал (2000—2002) - Сергей Почиталов — ударные (2000—2002) 2002-2005 - Юрий Махин— бас-гитара | 2007-2008 - Дмитрий Завидов — ударные 2008-2009 - Святослав Чернуха — ударные (2008—2009) - Екатерина "БелКа" Белоногова (Аптина) - бэк-вокал 2009 (концерт "30 лет Светлого Металла", несколько песен) - Павел Рыженков — бас-гитара - Игорь Титов — ударные 2013-2015 - Лев Горбачёв — бас-гитара | 2019 - Никита Павлов — ударные 2019-2020 - Евгений Кобылянский — гитара, клавишные 2020 - Анатолий Шендеров — ударные 2020-2022 - Андрей Ищенко — ударные |

## Дискография
| Название           | Год, лейбл и Форматы издания                                                                    | Комментарий                                                      |
| ------------------ | ----------------------------------------------------------------------------------------------- | ---------------------------------------------------------------- |
| Приди и всё возьми | 1984, самиздат / 2002, Триарий, CD                                                              | сборник демозаписей 1984                                         |
| Светлый металл     | 1986, самиздат / 2000, Мистерия звука, CD / 2003, Moroz Records, CD / 2013, Мирумир, LP         | сборник демозаписей 1984 и 1986                                  |
| Чёрный кофе        | 1987, Мелодия, EP                                                                               | записи 1987                                                      |
| Переступи порог    | 1987, Мелодия, LP / 1996, Триарий, CD / 2003, Moroz Records, CD / 2013, Мелодия, LP             | записи 1987, тираж: 1 685 070 экз.                               |
| Вольному — воля    | 1990, Мелодия, LP / 1996, Solo Florentin, CD / 1996, ZeKo Records, MC / 2003, Moroz Records, CD | альбом, записи 1988, тираж: 384 960 экз.                         |
| Golden Lady        | 1992, BSA-ОРФЕЙ, LP / 2001, Мистерия звука, MC, CD                                              | альбом, записи 1990-1991                                         |
| Леди Осень         | 1996, Solo Florentin, CD / 1996, ZeKo Records, MC / 2003, Moroz Records, CD                     | альбом-сборник, записи 1987-1992                                 |
| Пьяная Луна        | 1996, Solo Florentin, CD / 1996, ZeKo Records, MC / 2003, Moroz Records, CD                     | альбом, записи 1995-1996                                         |
| Белый ветер        | 2002, Moroz Records, MC, CD                                                                     | альбом, записи 1996-2002                                         |
| Они бесы           | 2004, Grand Records, MC, CD                                                                     | альбом, записи 2004                                              |
| Чёрный Кофе        | 2007, Никитин, CD+DVD                                                                           | сборник записей 1984-2002 + отрывок концерта в ДС "Лужники" 2005 |
| Александрия        | 2007, Никитин, CD                                                                               | альбом, записи 2005                                              |
| Путёвка в ад       | 2014, РАРИТЕТ CD, CD                                                                            | сборник, записи 2009-2010                                        |
| Осенний порыв      | 2015, Black Coffee, CD                                                                          | сборник, записи 2009-2014                                        |
| Нам 40 лет!        | 2019, Moroz Records                                                                             | сборник перезаписанных песен                                     |
| Слезы дождя        | 2022, Moroz records, CD+LP                                                                      | альбом                                                           |